# RG-32 Scout

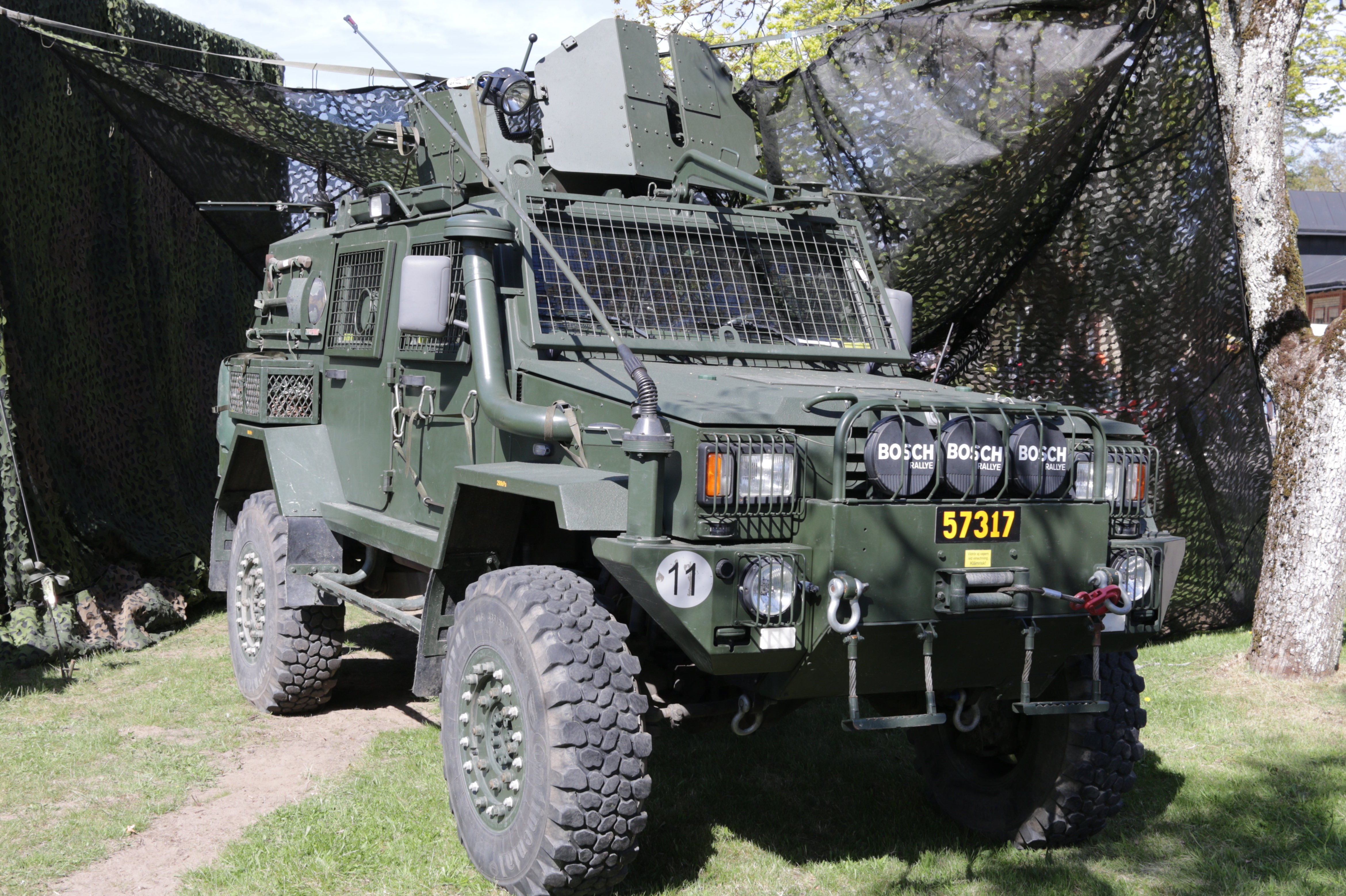
Terrängbil 16

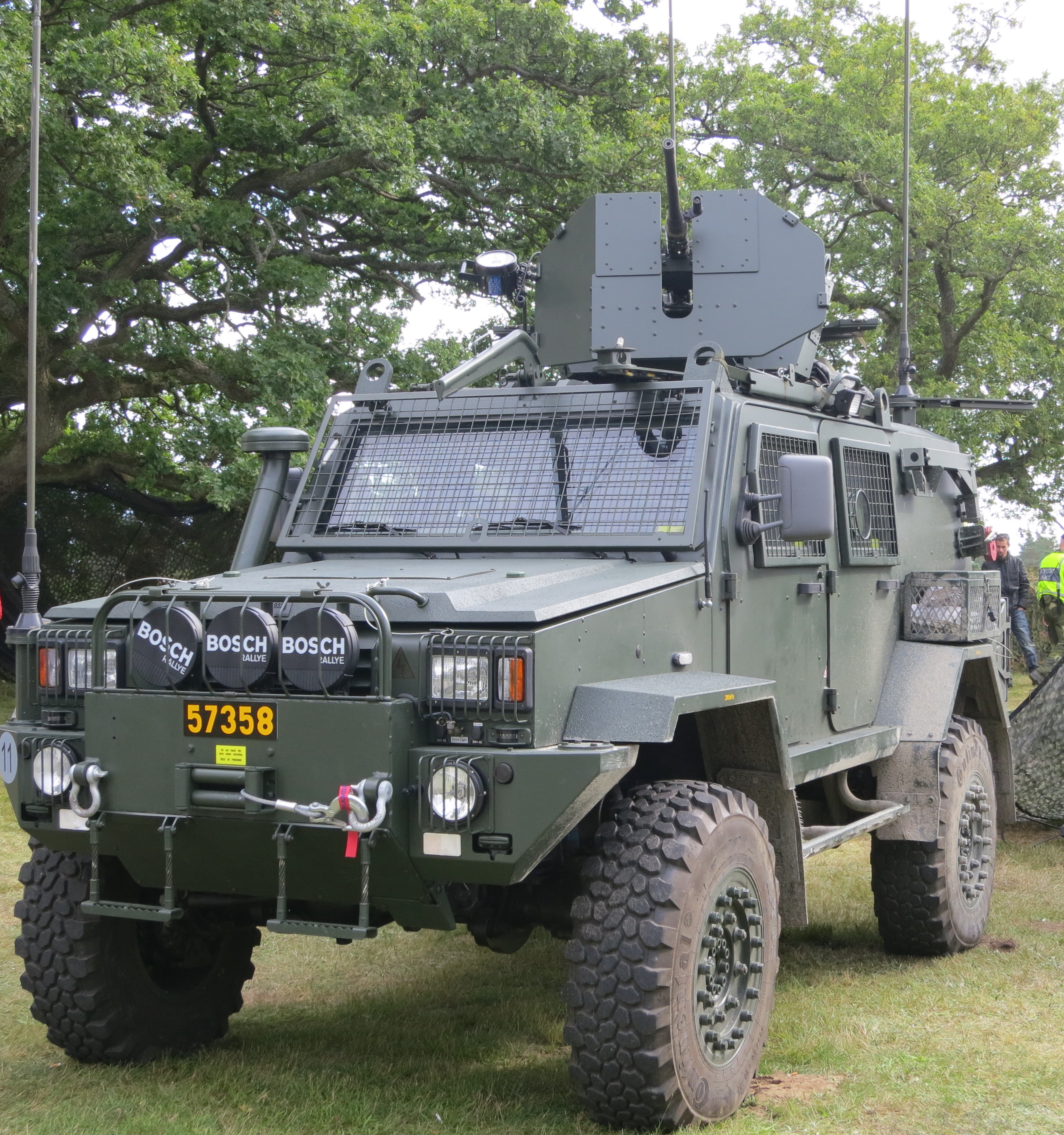
Terrängbil 16

RG-32 "Scout" är ett sydafrikanskt fyrhjulsdrivet terrängfordon producerad av BAE Systems (BAE Systems Land Systems South Africa(en), tidigare Land Systems OMC(en)).
En vidareutvecklad vintervariant kallad RG-32M har framtagits för Sveriges försvarsmakt, betecknad terrängbil 16 (tgb 16) "Galten" i Sverige, vilken levererades i 380 exemplar mellan 2006 och 2013 från BAE Systems till det svenska försvaret och avses främst för trupptransport.

## Egenskaper
”Galten” klarar 60 % stigning och 40 % sidlutning, kan korsa 50 cm djupa diken, klättra i trappor med 35 cm höga steg och vada genom 80 cm djupt vatten, och har en vändcirkel på 12 meter. Bränsleförbrukningen på landsväg är drygt 1 liter/mil och i blandskog 2 liter/mil. Växellådan består av en 5-stegs automatlåda och en fördelningslåda med hög och låg växel. Detta medför att fordonet kan framföras med fyrhjulsdrift eller bakhjulsdrift.
Ballistiskt skydd:
- Stanag 4569A level 1 - 7,62 × 51 mm NATO projektil, 5,56 × 45 mm NATO projektil med skjutavstånd 30 m
- Stanag 4569A level 2 - kan uppnås om fordonet förses med tilläggsskydd (finns 20 bolt-on kit som ger level II, går att flytta mellan fordon)

Minskydd:
- Splittermina DM31

## Motor
Rak 6-cyl diesel från österrikiska Steyr-Daimler-Puch. Klarar diesel av dålig kvalitet, kan även köras på flygfotogen. Cylindervolym är 3,2 liter, 181 hk vid 3 800 varv/minut med avgasrening enligt Euro III, i strid kan avgasreningen kopplas ur, då ökar effekten till 215 hk vid 4 000 varv/minut.[källa behövs] Vridmoment 420 Nm vid 1 800 varv/minut.

## Användning i Sverige
Försvarets materielverk (FMV) mottog officiellt den 19 maj 2005 det första exemplaret av totalt 102 stycken fordon av typen BAE Systems OMC RG-32M. Försvarsmaktens officiella namn på fordonet är Terrängbil 16 (tidigare benämnd Personterrängbil 6, Ptgb6), men som smeknamn kallas den för Galten. Priset på "Galten" ligger omkring 2 miljoner kronor. Försvarsmakten mottog vidare från FMV sina första exemplar under början av 2006. Den 16 mars 2010 levererade FMV delserie två till Försvarsmakten, där fordonet förbättrats med bland annat IR-lampor för mörkerseende, samt för fjärrstyrd vapenstation typ Protector Nordic (Vapenstation 01).

### Namnet
Namnet "Galten" spånades fram av FMV:s projektgrupp över några öl på en bar i Sydafrika. Galten har släktskap med legendariska Suggan. 

## Delserier
Galten har köpts in i 4 delserier med olika modifikationer.
| Delserie | Beställt | Leverans  | Antal |
| -------- | -------- | --------- | ----- |
| 1        | 2005     | 2006      | 102   |
| 2        | 2008     |           | 98    |
| 3        | 2009     | 2012      | 60    |
| 4        | 2011     | 2012/2013 | 120   |

| Funktion/modell  | DS1                 | DS2               | DS3               | DS4               |
| ---------------- | ------------------- | ----------------- | ----------------- | ----------------- |
| V-formad bukplåt | Nej                 | ?                 | Ja                | Ja                |
| CTIS             | Nej                 | Nej               | Ja                | Nej               |
| P-broms          | Dubbel hjulplacerad | Enkel kardanskiva | Enkel kardanskiva | Enkel kardanskiva |
| Bakaxelmodell    | Daimler Chrysler    | Axeltech          | Axeltech          | Axeltech          |
| Färdbroms        | ?                   | ?                 | ?                 | ?                 |

## Produktionshistoria

### Varianter
- RG-32 Scout
- RG-32M Standard (Förare + 4)
- RG-32M Full armour (Förare + 8)
- RG-32M LTV (Light Tactical Vehicle), senare omdöpt till RG Outrider(en)[7]

### Användare
Mer än 800 RG-32-fordon är i drift världen över, bland annat i:
- Finland Uttis jägarregemente
- Sydafrika
- Sverige
- FN
- Egypten
- Irland
- Slovakien[8]